# Tour Down Under de 2012
A 14.ª edição do Tour Down Under (chamado: Santos Tour Down Under), disputou-se entre 17 e 22 de janeiro de 2012 em Adelaide e seus arredores, ao sul da Austrália.
A prova foi a primeira carreira do UCI WorldTour de 2012.
A novidade desta edição foi que a 5.ª etapa culminou em alto, depois de ascender 2 vezes o alto de Old Willunga Hill (3,5 km de comprimento) na 2.ª oportunidade será o final de etapa. Isto reduziu as possibilidades dos sprinteres, habituais ganhadores desta carreira. Ademais, até esta edição os portos ou cotas pontuáveis tinham uma catalogação única devido às poucas ascensões e a partir deste ano seguiu-se a catalogação clássica de 1.ª, 2.ª e 3.ª tendo Old Willunga Hill catalogação de 1.ª.
O ganhador final foi Simon Gerrans com o mesmo tempo do segundo classificado Alejandro Valverde (vencedor de uma etapa). Completou o pódio Tiago Machado.

## Equipas participantes
Tomaram parte na carreira 19 equipas: os 18 de categoria UCI ProTour (ao ser obrigada a sua participação); mais uma selecção da Austrália (com corredores de equipas dos Circuitos Continentais da UCI) baixo o nome de UniSA Australia. Formando assim um pelotão de 133 ciclistas, com 7 corredores a cada equipa, dos que acabaram 126. No Down Under Classic, que ganhou André Greipel, a GreenEDGE saiu sem Luke Durbridge devido a uma queda prévia neste caso sendo um total de 132 corredores dos que acabaram 128. As equipas participantes foram:
| Equipes ProTeam (18)- AG2R La Mondiale - Astana - BMC Racing Team - Euskaltel-Euskadi - FDJ-BigMat - Katusha Team - Lampre-ISD - Liquigas-Cannondale - Lotto-Belisol - Movistar Team - Omega Pharma-Quick Step - GreenEDGE - Rabobank - RadioShack-Nissan - Saxo Bank - Sky - Vacansoleil - DCM - Garmin-Barracuda translation for headoftableIII_translate index 39 not found- UniSA-Australia |
| |

## Carreira de exibição

### Down Under Classic, 15-01-2012:Adelaide(Rymill Park)-Adelaide(Rymill Park), 51 km
Dois dias antes do começo do Tour Down Under disputou-se uma clássica de exibição, não oficial de categoria .NE, no Rymmil Park de Adelaide, na que participaram os ciclistas que iniciaram o Tour Down Under excepto Luke Durbridge (GreenEDGE) devido a uma queda prévia. A prova foi num circuito de 1,7 km que se percorreu em 30 oportunidades para totalizar 51 km.
| Resultados da carreira \| Posição \| Ciclista \| Equipa \| Tempo \| \| ------- \| ----------------- \| --------------------- \| ---------- \| \| 1 \| André Greipel \| Lotto Belisol \| 1h 03' 18" \| \| 2 \| Boasson Hagen \| Sky \| m.t. \| \| 3 \| Heinrich Haussler \| Team Garmin-Barracuda \| m.t. \| |                   |                       |            |
| Posição | Ciclista          | Equipa                | Tempo      |
| 1 | André Greipel     | Lotto Belisol         | 1h 03' 18" |
| 2 | Boasson Hagen     | Sky                   | m.t.       |
| 3 | Heinrich Haussler | Team Garmin-Barracuda | m.t.       |

## Percorrido
O Tour Down Under dispôs de seis etapas para um percurso total de 803 quilómetros, onde se contempla nas cinco primeiras etapas algumas dificuldades em vários pontos da carreira. Assim mesmo, a quinta etapa terminou no subida final a Willunga Hill com uma ascensão de 3,5 quilómetros de comprimento e 7% de desnível, o que com frequência desempenha um papel decisivo na carreira. A etapa seis marca o final da carreira com um circuito urbano pelos arredores do centro de Adelaide.
| Etapa | Data    | Percurso                | type            | Distância (km) | Vencedor           | Líder geral   |
| ----- | ------- | ----------------------- | --------------- | -------------- | ------------------ | ------------- |
| 1     | 17 jan. | McLaren Vale – Clare    | etapa plana     | 149            | André Greipel      | André Greipel |
| 2     | 18 jan. | Lobethal – Stirling     | etapa plana     | 148            | William Clarke     | Martin Kohler |
| 3     | 19 jan. | Unley – Victor Harbor   | etapa plana     | 134,5          | André Greipel      | André Greipel |
| 4     | 20 jan. | Norwood – Tanunda       | etapa escarpada | 130            | Óscar Freire       | Martin Kohler |
| 5     | 21 jan. | McLaren Vale – Willunga | média montanha  | 151,5          | Alejandro Valverde | Simon Gerrans |
| 6     | 22 jan. | Adelaide – Adelaide     | etapa plana     | 90             | André Greipel      | Simon Gerrans |

## Etapas

### Etapa 1
| McLaren Vale - Clare | etapa plana | (149 km) |

| \| Classificação por etapas \| Classificação por etapas \| Classificação por etapas \| Classificação por etapas \| Classificação por etapas \| \| Ciclista \| Ciclista \| Equipe \| Tempo \| \| \| ------------------------ \| ------------------------ \| ------------------------ \| ------------------------ \| ------------------------ \| \| 1. \| André Greipel \| Lotto-Belisol \| 4h33m40s \| \| \| 2. \| Alessandro Petacchi \| Lampre-ISD \| + 0s \| \| \| 3. \| Yauheni Hutarovich \| FDJ-BigMat \| + 0s \| \| \| 4. \| Fabio Sabatini \| Liquigas-Cannondale \| + 0s \| \| \| 5. \| Daniele Bennati \| RadioShack-Nissan \| + 0s \| \| \| 6. \| Christopher Sutton \| Team Sky \| + 0s \| \| \| 7. \| Jonathan Cantwell \| Saxo Bank \| + 0s \| \| \| 8. \| Xavier Florencio \| Katusha \| + 0s \| \| \| 9. \| Mark Renshaw \| Rabobank \| + 0s \| \| \| 10. \| Manuel Belletti \| AG2R La Mondiale \| + 0s \| \| |                     |                     |          |
| |                     |                     |          |
| |                     |                     |          |
| Classificação por etapas |                     |                     |          |
| Ciclista | Ciclista            | Equipe              | Tempo    |
| 1. | André Greipel       | Lotto-Belisol       | 4h33m40s |
| 2. | Alessandro Petacchi | Lampre-ISD          | + 0s     |
| 3. | Yauheni Hutarovich  | FDJ-BigMat          | + 0s     |
| 4. | Fabio Sabatini      | Liquigas-Cannondale | + 0s     |
| 5. | Daniele Bennati     | RadioShack-Nissan   | + 0s     |
| 6. | Christopher Sutton  | Team Sky            | + 0s     |
| 7. | Jonathan Cantwell   | Saxo Bank           | + 0s     |
| 8. | Xavier Florencio    | Katusha             | + 0s     |
| 9. | Mark Renshaw        | Rabobank            | + 0s     |
| 10. | Manuel Belletti     | AG2R La Mondiale    | + 0s     |

| \| Classificação geral \| Classificação geral \| Classificação geral \| Classificação geral \| Classificação geral \| \| Ciclista \| Ciclista \| Equipe \| Tempo \| \| \| ------------------- \| ------------------- \| ------------------- \| ------------------- \| ------------------- \| \| 1. \| André Greipel \| Lotto-Belisol \| 4h33m30s \| \| \| 2. \| Alessandro Petacchi \| Lampre-ISD \| + 4s \| \| \| 3. \| Martin Kohler \| BMC Racing Team \| + 4s \| \| \| 4. \| Yauheni Hutarovich \| FDJ-BigMat \| + 6s \| \| \| 5. \| Rohan Dennis \| Jayco-AIS \| + 7s \| \| \| 6. \| Eduard Vorganov \| Katusha \| + 8s \| \| \| 7. \| Marcello Pavarin \| \| + 9s \| \| \| 8. \| Fabio Sabatini \| Liquigas-Cannondale \| + 10s \| \| \| 9. \| Daniele Bennati \| RadioShack-Nissan \| + 10s \| \| \| 10. \| Christopher Sutton \| Team Sky \| + 10s \| \| |                     |                     |          |
| |                     |                     |          |
| |                     |                     |          |
| Classificação geral |                     |                     |          |
| Ciclista | Ciclista            | Equipe              | Tempo    |
| 1. | André Greipel       | Lotto-Belisol       | 4h33m30s |
| 2. | Alessandro Petacchi | Lampre-ISD          | + 4s     |
| 3. | Martin Kohler       | BMC Racing Team     | + 4s     |
| 4. | Yauheni Hutarovich  | FDJ-BigMat          | + 6s     |
| 5. | Rohan Dennis        | Jayco-AIS           | + 7s     |
| 6. | Eduard Vorganov     | Katusha             | + 8s     |
| 7. | Marcello Pavarin    |                     | + 9s     |
| 8. | Fabio Sabatini      | Liquigas-Cannondale | + 10s    |
| 9. | Daniele Bennati     | RadioShack-Nissan   | + 10s    |
| 10. | Christopher Sutton  | Team Sky            | + 10s    |

### Etapa 2
| Lobethal - Stirling | etapa plana | (148 km) |

| \| Classificação por etapas \| Classificação por etapas \| Classificação por etapas \| Classificação por etapas \| Classificação por etapas \| \| Ciclista \| Ciclista \| Equipe \| Tempo \| \| \| ------------------------ \| ------------------------ \| ------------------------ \| ------------------------ \| ------------------------ \| \| 1. \| William Clarke \| Champion System \| 3h58m35s \| \| \| 2. \| Michael Matthews \| Rabobank \| + 1m02s \| \| \| 3. \| Simon Gerrans \| GreenEDGE \| + 1m02s \| \| \| 4. \| Alejandro Valverde \| Movistar Team \| + 1m02s \| \| \| 5. \| Edvald Boasson Hagen \| Team Sky \| + 1m02s \| \| \| 6. \| Óscar Freire \| Katusha \| + 1m02s \| \| \| 7. \| Greg Van Avermaet \| BMC Racing Team \| + 1m02s \| \| \| 8. \| Luke Roberts \| Saxo Bank \| + 1m02s \| \| \| 9. \| Gerald Ciolek \| Omega Pharma-Quick Step \| + 1m02s \| \| \| 10. \| Heinrich Haussler \| Garmin-Barracuda \| + 1m02s \| \| |                      |                         |          |
| |                      |                         |          |
| |                      |                         |          |
| Classificação por etapas |                      |                         |          |
| Ciclista | Ciclista             | Equipe                  | Tempo    |
| 1. | William Clarke       | Champion System         | 3h58m35s |
| 2. | Michael Matthews     | Rabobank                | + 1m02s  |
| 3. | Simon Gerrans        | GreenEDGE               | + 1m02s  |
| 4. | Alejandro Valverde   | Movistar Team           | + 1m02s  |
| 5. | Edvald Boasson Hagen | Team Sky                | + 1m02s  |
| 6. | Óscar Freire         | Katusha                 | + 1m02s  |
| 7. | Greg Van Avermaet    | BMC Racing Team         | + 1m02s  |
| 8. | Luke Roberts         | Saxo Bank               | + 1m02s  |
| 9. | Gerald Ciolek        | Omega Pharma-Quick Step | + 1m02s  |
| 10. | Heinrich Haussler    | Garmin-Barracuda        | + 1m02s  |

| \| Classificação geral \| Classificação geral \| Classificação geral \| Classificação geral \| Classificação geral \| \| Ciclista \| Ciclista \| Equipe \| Tempo \| \| \| ------------------- \| ------------------- \| ------------------- \| ------------------- \| ------------------- \| \| 1. \| Martin Kohler \| BMC Racing Team \| 8h33m05s \| \| \| 2. \| André Greipel \| Lotto-Belisol \| + 2s \| \| \| 3. \| Michael Matthews \| Rabobank \| + 4s \| \| \| 4. \| Simon Gerrans \| GreenEDGE \| + 8s \| \| \| 5. \| Rohan Dennis \| Jayco-AIS \| + 9s \| \| \| 6. \| Eduard Vorganov \| Katusha \| + 10s \| \| \| 7. \| Xavier Florencio \| Katusha \| + 12s \| \| \| 8. \| Jonathan Cantwell \| Saxo Bank \| + 12s \| \| \| 9. \| Jan Bakelants \| RadioShack-Nissan \| + 12s \| \| \| 10. \| Luke Roberts \| Saxo Bank \| + 12s \| \| |                   |                   |          |
| |                   |                   |          |
| |                   |                   |          |
| Classificação geral |                   |                   |          |
| Ciclista | Ciclista          | Equipe            | Tempo    |
| 1. | Martin Kohler     | BMC Racing Team   | 8h33m05s |
| 2. | André Greipel     | Lotto-Belisol     | + 2s     |
| 3. | Michael Matthews  | Rabobank          | + 4s     |
| 4. | Simon Gerrans     | GreenEDGE         | + 8s     |
| 5. | Rohan Dennis      | Jayco-AIS         | + 9s     |
| 6. | Eduard Vorganov   | Katusha           | + 10s    |
| 7. | Xavier Florencio  | Katusha           | + 12s    |
| 8. | Jonathan Cantwell | Saxo Bank         | + 12s    |
| 9. | Jan Bakelants     | RadioShack-Nissan | + 12s    |
| 10. | Luke Roberts      | Saxo Bank         | + 12s    |

### Etapa 3
| Unley - Victor Harbor | etapa plana | (134,5 km) |

| \| Classificação por etapas \| Classificação por etapas \| Classificação por etapas \| Classificação por etapas \| Classificação por etapas \| \| Ciclista \| Ciclista \| Equipe \| Tempo \| \| \| ------------------------ \| ------------------------ \| ------------------------ \| ------------------------ \| ------------------------ \| \| 1. \| André Greipel \| Lotto-Belisol \| 3h21m55s \| \| \| 2. \| Yauheni Hutarovich \| FDJ-BigMat \| + 0s \| \| \| 3. \| Edvald Boasson Hagen \| Team Sky \| + 0s \| \| \| 4. \| Mark Renshaw \| Rabobank \| + 0s \| \| \| 5. \| Robbie McEwen \| GreenEDGE \| + 0s \| \| \| 6. \| Jacopo Guarnieri \| Astana \| + 0s \| \| \| 7. \| Heinrich Haussler \| Garmin-Barracuda \| + 0s \| \| \| 8. \| Daniele Bennati \| RadioShack-Nissan \| + 0s \| \| \| 9. \| Manuel Belletti \| AG2R La Mondiale \| + 0s \| \| \| 10. \| Christopher Sutton \| Team Sky \| + 0s \| \| |                      |                   |          |
| |                      |                   |          |
| |                      |                   |          |
| Classificação por etapas |                      |                   |          |
| Ciclista | Ciclista             | Equipe            | Tempo    |
| 1. | André Greipel        | Lotto-Belisol     | 3h21m55s |
| 2. | Yauheni Hutarovich   | FDJ-BigMat        | + 0s     |
| 3. | Edvald Boasson Hagen | Team Sky          | + 0s     |
| 4. | Mark Renshaw         | Rabobank          | + 0s     |
| 5. | Robbie McEwen        | GreenEDGE         | + 0s     |
| 6. | Jacopo Guarnieri     | Astana            | + 0s     |
| 7. | Heinrich Haussler    | Garmin-Barracuda  | + 0s     |
| 8. | Daniele Bennati      | RadioShack-Nissan | + 0s     |
| 9. | Manuel Belletti      | AG2R La Mondiale  | + 0s     |
| 10. | Christopher Sutton   | Team Sky          | + 0s     |

| \| Classificação geral \| Classificação geral \| Classificação geral \| Classificação geral \| Classificação geral \| \| Ciclista \| Ciclista \| Equipe \| Tempo \| \| \| ------------------- \| -------------------- \| ------------------- \| ------------------- \| ------------------- \| \| 1. \| André Greipel \| Lotto-Belisol \| 11h54m52s \| \| \| 2. \| Martin Kohler \| BMC Racing Team \| + 8s \| \| \| 3. \| Michael Matthews \| Rabobank \| + 12s \| \| \| 4. \| Thomas De Gendt \| Vacansoleil-DCM \| + 14s \| \| \| 5. \| Simon Gerrans \| GreenEDGE \| + 16s \| \| \| 6. \| Jan Bakelants \| RadioShack-Nissan \| + 16s \| \| \| 7. \| Edvald Boasson Hagen \| Team Sky \| + 16s \| \| \| 8. \| Eduard Vorganov \| Katusha \| + 16s \| \| \| 9. \| Rohan Dennis \| Jayco-AIS \| + 17s \| \| \| 10. \| Xavier Florencio \| Katusha \| + 20s \| \| |                      |                   |           |
| |                      |                   |           |
| |                      |                   |           |
| Classificação geral |                      |                   |           |
| Ciclista | Ciclista             | Equipe            | Tempo     |
| 1. | André Greipel        | Lotto-Belisol     | 11h54m52s |
| 2. | Martin Kohler        | BMC Racing Team   | + 8s      |
| 3. | Michael Matthews     | Rabobank          | + 12s     |
| 4. | Thomas De Gendt      | Vacansoleil-DCM   | + 14s     |
| 5. | Simon Gerrans        | GreenEDGE         | + 16s     |
| 6. | Jan Bakelants        | RadioShack-Nissan | + 16s     |
| 7. | Edvald Boasson Hagen | Team Sky          | + 16s     |
| 8. | Eduard Vorganov      | Katusha           | + 16s     |
| 9. | Rohan Dennis         | Jayco-AIS         | + 17s     |
| 10. | Xavier Florencio     | Katusha           | + 20s     |

### Etapa 4
| Norwood - Tanunda | etapa escarpada | (130 km) |

| \| Classificação por etapas \| Classificação por etapas \| Classificação por etapas \| Classificação por etapas \| Classificação por etapas \| \| Ciclista \| Ciclista \| Equipe \| Tempo \| \| \| ------------------------ \| ------------------------ \| ------------------------ \| ------------------------ \| ------------------------ \| \| 1. \| Óscar Freire \| Katusha \| 3h08m34s \| \| \| 2. \| Gerald Ciolek \| Omega Pharma-Quick Step \| + 0s \| \| \| 3. \| Daniele Bennati \| RadioShack-Nissan \| + 0s \| \| \| 4. \| Edvald Boasson Hagen \| Team Sky \| + 0s \| \| \| 5. \| Michael Matthews \| Rabobank \| + 0s \| \| \| 6. \| José Joaquín Rojas \| Movistar Team \| + 0s \| \| \| 7. \| Luke Roberts \| Saxo Bank \| + 0s \| \| \| 8. \| Kristjan Koren \| Liquigas-Cannondale \| + 0s \| \| \| 9. \| Sergey Lagutin \| Vacansoleil-DCM \| + 0s \| \| \| 10. \| Heinrich Haussler \| Garmin-Barracuda \| + 0s \| \| |                      |                         |          |
| |                      |                         |          |
| |                      |                         |          |
| Classificação por etapas |                      |                         |          |
| Ciclista | Ciclista             | Equipe                  | Tempo    |
| 1. | Óscar Freire         | Katusha                 | 3h08m34s |
| 2. | Gerald Ciolek        | Omega Pharma-Quick Step | + 0s     |
| 3. | Daniele Bennati      | RadioShack-Nissan       | + 0s     |
| 4. | Edvald Boasson Hagen | Team Sky                | + 0s     |
| 5. | Michael Matthews     | Rabobank                | + 0s     |
| 6. | José Joaquín Rojas   | Movistar Team           | + 0s     |
| 7. | Luke Roberts         | Saxo Bank               | + 0s     |
| 8. | Kristjan Koren       | Liquigas-Cannondale     | + 0s     |
| 9. | Sergey Lagutin       | Vacansoleil-DCM         | + 0s     |
| 10. | Heinrich Haussler    | Garmin-Barracuda        | + 0s     |

| \| Classificação geral \| Classificação geral \| Classificação geral \| Classificação geral \| Classificação geral \| \| Ciclista \| Ciclista \| Equipe \| Tempo \| \| \| ------------------- \| -------------------- \| ----------------------- \| ------------------- \| ------------------- \| \| 1. \| Martin Kohler \| BMC Racing Team \| 15h03m34s \| \| \| 2. \| Michael Matthews \| Rabobank \| + 2s \| \| \| 3. \| Óscar Freire \| Katusha \| + 2s \| \| \| 4. \| Gerald Ciolek \| Omega Pharma-Quick Step \| + 6s \| \| \| 5. \| Simon Gerrans \| GreenEDGE \| + 8s \| \| \| 6. \| Daniele Bennati \| RadioShack-Nissan \| + 8s \| \| \| 7. \| Edvald Boasson Hagen \| Team Sky \| + 8s \| \| \| 8. \| Jan Bakelants \| RadioShack-Nissan \| + 8s \| \| \| 9. \| Eduard Vorganov \| Katusha \| + 8s \| \| \| 10. \| Rohan Dennis \| Jayco-AIS \| + 9s \| \| |                      |                         |           |
| |                      |                         |           |
| |                      |                         |           |
| Classificação geral |                      |                         |           |
| Ciclista | Ciclista             | Equipe                  | Tempo     |
| 1. | Martin Kohler        | BMC Racing Team         | 15h03m34s |
| 2. | Michael Matthews     | Rabobank                | + 2s      |
| 3. | Óscar Freire         | Katusha                 | + 2s      |
| 4. | Gerald Ciolek        | Omega Pharma-Quick Step | + 6s      |
| 5. | Simon Gerrans        | GreenEDGE               | + 8s      |
| 6. | Daniele Bennati      | RadioShack-Nissan       | + 8s      |
| 7. | Edvald Boasson Hagen | Team Sky                | + 8s      |
| 8. | Jan Bakelants        | RadioShack-Nissan       | + 8s      |
| 9. | Eduard Vorganov      | Katusha                 | + 8s      |
| 10. | Rohan Dennis         | Jayco-AIS               | + 9s      |

### Etapa 5
| McLaren Vale - Willunga | média montanha | (151,5 km) |

| \| Classificação por etapas \| Classificação por etapas \| Classificação por etapas \| Classificação por etapas \| Classificação por etapas \| \| Ciclista \| Ciclista \| Equipe \| Tempo \| \| \| ------------------------ \| ------------------------ \| ------------------------ \| ------------------------ \| ------------------------ \| \| 1. \| Alejandro Valverde \| Movistar Team \| 3h45m48s \| \| \| 2. \| Simon Gerrans \| GreenEDGE \| + 0s \| \| \| 3. \| Tiago Machado \| RadioShack-Nissan \| + 2s \| \| \| 4. \| Michael Rogers \| Team Sky \| + 4s \| \| \| 5. \| Rohan Dennis \| Jayco-AIS \| + 7s \| \| \| 6. \| Edvald Boasson Hagen \| Team Sky \| + 12s \| \| \| 7. \| Javier Moreno \| Movistar Team \| + 13s \| \| \| 8. \| Jan Bakelants \| RadioShack-Nissan \| + 13s \| \| \| 9. \| Jack Bauer \| Garmin-Barracuda \| + 26s \| \| \| 10. \| Eduard Vorganov \| Katusha \| + 26s \| \| |                      |                   |          |
| |                      |                   |          |
| |                      |                   |          |
| Classificação por etapas |                      |                   |          |
| Ciclista | Ciclista             | Equipe            | Tempo    |
| 1. | Alejandro Valverde   | Movistar Team     | 3h45m48s |
| 2. | Simon Gerrans        | GreenEDGE         | + 0s     |
| 3. | Tiago Machado        | RadioShack-Nissan | + 2s     |
| 4. | Michael Rogers       | Team Sky          | + 4s     |
| 5. | Rohan Dennis         | Jayco-AIS         | + 7s     |
| 6. | Edvald Boasson Hagen | Team Sky          | + 12s    |
| 7. | Javier Moreno        | Movistar Team     | + 13s    |
| 8. | Jan Bakelants        | RadioShack-Nissan | + 13s    |
| 9. | Jack Bauer           | Garmin-Barracuda  | + 26s    |
| 10. | Eduard Vorganov      | Katusha           | + 26s    |

| \| Classificação geral \| Classificação geral \| Classificação geral \| Classificação geral \| Classificação geral \| \| Ciclista \| Ciclista \| Equipe \| Tempo \| \| \| ------------------- \| -------------------- \| ------------------- \| ------------------- \| ------------------- \| \| 1. \| Simon Gerrans \| GreenEDGE \| 18h49m24s \| \| \| 2. \| Alejandro Valverde \| Movistar Team \| + 0s \| \| \| 3. \| Tiago Machado \| RadioShack-Nissan \| + 8s \| \| \| 4. \| Michael Rogers \| Team Sky \| + 14s \| \| \| 5. \| Rohan Dennis \| Jayco-AIS \| + 14s \| \| \| 6. \| Edvald Boasson Hagen \| Team Sky \| + 18s \| \| \| 7. \| Jan Bakelants \| RadioShack-Nissan \| + 19s \| \| \| 8. \| Javier Moreno \| Movistar Team \| + 23s \| \| \| 9. \| Michael Matthews \| Rabobank \| + 29s \| \| \| 10. \| Eduard Vorganov \| Katusha \| + 32s \| \| |                      |                   |           |
| |                      |                   |           |
| |                      |                   |           |
| Classificação geral |                      |                   |           |
| Ciclista | Ciclista             | Equipe            | Tempo     |
| 1. | Simon Gerrans        | GreenEDGE         | 18h49m24s |
| 2. | Alejandro Valverde   | Movistar Team     | + 0s      |
| 3. | Tiago Machado        | RadioShack-Nissan | + 8s      |
| 4. | Michael Rogers       | Team Sky          | + 14s     |
| 5. | Rohan Dennis         | Jayco-AIS         | + 14s     |
| 6. | Edvald Boasson Hagen | Team Sky          | + 18s     |
| 7. | Jan Bakelants        | RadioShack-Nissan | + 19s     |
| 8. | Javier Moreno        | Movistar Team     | + 23s     |
| 9. | Michael Matthews     | Rabobank          | + 29s     |
| 10. | Eduard Vorganov      | Katusha           | + 32s     |

### Etapa 6
| Adelaide - Adelaide | etapa plana | (90 km) |

| \| Classificação por etapas \| Classificação por etapas \| Classificação por etapas \| Classificação por etapas \| Classificação por etapas \| \| Ciclista \| Ciclista \| Equipe \| Tempo \| \| \| ------------------------ \| ------------------------ \| ------------------------ \| ------------------------ \| ------------------------ \| \| 1. \| André Greipel \| Lotto-Belisol \| 1h56m48s \| \| \| 2. \| Mark Renshaw \| Rabobank \| + 0s \| \| \| 3. \| Alessandro Petacchi \| Lampre-ISD \| + 0s \| \| \| 4. \| Yauheni Hutarovich \| FDJ-BigMat \| + 0s \| \| \| 5. \| José Joaquín Rojas \| Movistar Team \| + 0s \| \| \| 6. \| Edvald Boasson Hagen \| Team Sky \| + 0s \| \| \| 7. \| Romain Feillu \| Vacansoleil-DCM \| + 0s \| \| \| 8. \| Jonathan Cantwell \| Saxo Bank \| + 0s \| \| \| 9. \| Fabio Sabatini \| Liquigas-Cannondale \| + 0s \| \| \| 10. \| Manuel Belletti \| AG2R La Mondiale \| + 0s \| \| |                      |                     |          |
| |                      |                     |          |
| |                      |                     |          |
| Classificação por etapas |                      |                     |          |
| Ciclista | Ciclista             | Equipe              | Tempo    |
| 1. | André Greipel        | Lotto-Belisol       | 1h56m48s |
| 2. | Mark Renshaw         | Rabobank            | + 0s     |
| 3. | Alessandro Petacchi  | Lampre-ISD          | + 0s     |
| 4. | Yauheni Hutarovich   | FDJ-BigMat          | + 0s     |
| 5. | José Joaquín Rojas   | Movistar Team       | + 0s     |
| 6. | Edvald Boasson Hagen | Team Sky            | + 0s     |
| 7. | Romain Feillu        | Vacansoleil-DCM     | + 0s     |
| 8. | Jonathan Cantwell    | Saxo Bank           | + 0s     |
| 9. | Fabio Sabatini       | Liquigas-Cannondale | + 0s     |
| 10. | Manuel Belletti      | AG2R La Mondiale    | + 0s     |

| \| Classificação geral \| Classificação geral \| Classificação geral \| Classificação geral \| Classificação geral \| \| Ciclista \| Ciclista \| Equipe \| Tempo \| \| \| ------------------- \| -------------------- \| ------------------- \| ------------------- \| ------------------- \| \| 1. \| Simon Gerrans \| GreenEDGE \| 20h46m12s \| \| \| 2. \| Alejandro Valverde \| Movistar Team \| + 0s \| \| \| 3. \| Tiago Machado \| RadioShack-Nissan \| + 8s \| \| \| 4. \| Michael Rogers \| Team Sky \| + 14s \| \| \| 5. \| Rohan Dennis \| Jayco-AIS \| + 14s \| \| \| 6. \| Jan Bakelants \| RadioShack-Nissan \| + 16s \| \| \| 7. \| Edvald Boasson Hagen \| Team Sky \| + 18s \| \| \| 8. \| Javier Moreno \| Movistar Team \| + 23s \| \| \| 9. \| Michael Matthews \| Rabobank \| + 29s \| \| \| 10. \| Eduard Vorganov \| Katusha \| + 32s \| \| |                      |                   |           |
| |                      |                   |           |
| |                      |                   |           |
| Classificação geral |                      |                   |           |
| Ciclista | Ciclista             | Equipe            | Tempo     |
| 1. | Simon Gerrans        | GreenEDGE         | 20h46m12s |
| 2. | Alejandro Valverde   | Movistar Team     | + 0s      |
| 3. | Tiago Machado        | RadioShack-Nissan | + 8s      |
| 4. | Michael Rogers       | Team Sky          | + 14s     |
| 5. | Rohan Dennis         | Jayco-AIS         | + 14s     |
| 6. | Jan Bakelants        | RadioShack-Nissan | + 16s     |
| 7. | Edvald Boasson Hagen | Team Sky          | + 18s     |
| 8. | Javier Moreno        | Movistar Team     | + 23s     |
| 9. | Michael Matthews     | Rabobank          | + 29s     |
| 10. | Eduard Vorganov      | Katusha           | + 32s     |

## Classificações finais

### Classificação geral
| \| Classificação geral \| Classificação geral \| Classificação geral \| Classificação geral \| Classificação geral \| \| Ciclista \| Ciclista \| Equipe \| Tempo \| \| \| ------------------- \| -------------------- \| ------------------- \| ------------------- \| ------------------- \| \| 1. \| Simon Gerrans \| GreenEDGE \| 20h46m12s \| \| \| 2. \| Alejandro Valverde \| Movistar Team \| + 0s \| \| \| 3. \| Tiago Machado \| RadioShack-Nissan \| + 8s \| \| \| 4. \| Michael Rogers \| Team Sky \| + 14s \| \| \| 5. \| Rohan Dennis \| Jayco-AIS \| + 14s \| \| \| 6. \| Jan Bakelants \| RadioShack-Nissan \| + 16s \| \| \| 7. \| Edvald Boasson Hagen \| Team Sky \| + 18s \| \| \| 8. \| Javier Moreno \| Movistar Team \| + 23s \| \| \| 9. \| Michael Matthews \| Rabobank \| + 29s \| \| \| 10. \| Eduard Vorganov \| Katusha \| + 32s \| \| |                      |                   |           |
| |                      |                   |           |
| Fonte: ProCyclingStats |                      |                   |           |
| Classificação geral |                      |                   |           |
| Ciclista | Ciclista             | Equipe            | Tempo     |
| 1. | Simon Gerrans        | GreenEDGE         | 20h46m12s |
| 2. | Alejandro Valverde   | Movistar Team     | + 0s      |
| 3. | Tiago Machado        | RadioShack-Nissan | + 8s      |
| 4. | Michael Rogers       | Team Sky          | + 14s     |
| 5. | Rohan Dennis         | Jayco-AIS         | + 14s     |
| 6. | Jan Bakelants        | RadioShack-Nissan | + 16s     |
| 7. | Edvald Boasson Hagen | Team Sky          | + 18s     |
| 8. | Javier Moreno        | Movistar Team     | + 23s     |
| 9. | Michael Matthews     | Rabobank          | + 29s     |
| 10. | Eduard Vorganov      | Katusha           | + 32s     |

### Classificação da montanha
| Classificação da montanha | Classificação da montanha | Classificação da montanha | Classificação da montanha | Classificação da montanha |
| Ciclista                  | Ciclista                  | Equipe                    | Pontos                    |                           |
| ------------------------- | ------------------------- | ------------------------- | ------------------------- | ------------------------- |
| 1.                        | Rohan Dennis              | Jayco-AIS                 | 29 pts                    |                           |
| 2.                        | Thomas De Gendt           | Vacansoleil-DCM           | 24 pts                    |                           |
| 3.                        | Simon Gerrans             | GreenEDGE                 | 24 pts                    |                           |
| 4.                        | Tiago Machado             | RadioShack-Nissan         |                           |                           |
| 5.                        | Alejandro Valverde        | Movistar Team             |                           |                           |

### Classificação das metas volantes
| Classificação por pontos | Classificação por pontos | Classificação por pontos | Classificação por pontos | Classificação por pontos |
| Ciclista                 | Ciclista                 | Equipe                   | Pontos                   |                          |
| ------------------------ | ------------------------ | ------------------------ | ------------------------ | ------------------------ |
| 1.                       | Edvald Boasson Hagen     | Team Sky                 | 56 pts                   |                          |
| 2.                       | André Greipel            | Lotto-Belisol            | 50 pts                   |                          |
| 3.                       | Yauheni Hutarovich       | FDJ-BigMat               | 39 pts                   |                          |
| 4.                       | Mark Renshaw             | Rabobank                 |                          |                          |
| 5.                       | Michael Matthews         | Rabobank                 |                          |                          |

### Classificação dos jovens
| Classificação dos jovens | Classificação dos jovens | Classificação dos jovens | Classificação dos jovens | Classificação dos jovens |
| Ciclista                 | Ciclista                 | Equipe                   | Tempo                    |                          |
| ------------------------ | ------------------------ | ------------------------ | ------------------------ | ------------------------ |
| 1.                       | Rohan Dennis             | Jayco-AIS                | 20h46m26s                |                          |
| 2.                       | Edvald Boasson Hagen     | Team Sky                 | + 4s                     |                          |
| 3.                       | Michael Matthews         | Rabobank                 | + 15s                    |                          |
| 4.                       | Ángel Madrazo            | Movistar Team            | + 1m01s                  |                          |
| 5.                       | Wilco Kelderman          | Rabobank                 | + 2m19s                  |                          |

### Classificação por equipas
| Classificação por equipes | Classificação por equipes | Classificação por equipes | Classificação por equipes |
| Equipe                    | Equipe                    | Tempo                     |                           |
| ------------------------- | ------------------------- | ------------------------- | ------------------------- |
| 1.                        | RadioShack-Nissan         | 62h19m53s                 |                           |
| 2.                        | Sky                       | + 24s                     |                           |
| 3.                        | Movistar Team             | + 31s                     |                           |

### Mais agressivo
| Posição | Ciclista      | Equipa            |
| ------- | ------------- | ----------------- |
|         | Jan Bakelants | RadioShack-Nissan |

## Evolução das classificações
| Etapa (Vencedor)               | Classificação geral | Classificação da montanha | Classificação dos sprints | Classificação dos jovens | Classificação por equipas | Troféu do mais agressivo |
| ------------------------------ | ------------------- | ------------------------- | ------------------------- | ------------------------ | ------------------------- | ------------------------ |
| 1.ª etapa (André Greipel)      | André Greipel       | Marcello Pavarin          | André Greipel             | Rohan Dennis             | Sky                       | Eduard Vorganov          |
| 2.ª etapa (William Clarke)     | Martin Kohler       | William Clarke            | William Clarke            | Michael Matthews         | UniSA-Austrália           | William Clarke           |
| 3.ª etapa (André Greipel)      | André Greipel       | Thomas De Gendt           | André Greipel             | Michael Matthews         | UniSA-Austrália           | Thomas De Gendt          |
| 4.ª etapa (Óscar Freire)       | Martin Kohler       | Rohan Dennis              | Edvald Boasson Hagen      | Michael Matthews         | Sky                       | Nathan Haas              |
| 5.ª etapa (Alejandro Valverde) | Simon Gerrans       | Rohan Dennis              | Edvald Boasson Hagen      | Rohan Dennis             | RadioShack-Nissan         | Stuart O'Grady           |
| 6.ª etapa (André Greipel)      | Simon Gerrans       | Rohan Dennis              | Edvald Boasson Hagen      | Rohan Dennis             | RadioShack-Nissan         | Jan Bakelants            |
| Final                          | Simon Gerrans       | Rohan Dennis              | Edvald Boasson Hagen      | Rohan Dennis             | RadioShack-Nissan         | Jan Bakelants            |

## UCI WorldTour
O Tour Down Under de 2012 outorgou pontos para o UCI WorldTour de 2012 àqueles corredores que pertencem a equipas UCI ProTour.
| Posição             | 1   | 2  | 3  | 4  | 5  | 6  | 7  | 8  | 9  | 10 |
| Classificação geral | 100 | 80 | 70 | 60 | 50 | 40 | 30 | 20 | 10 | 4  |
| Por etapa           | 6   | 4  | 2  | 1  | 1  |    |    |    |    |    |

Sendo este a partilha de pontos:
|    | Corredor             | Equipo                 | Pontos |
| -- | -------------------- | ---------------------- | ------ |
| 1  | Simon Gerrans        | GreenEDGE Cycling Team | 106    |
| 2  | Alejandro Valverde   | Movistar Team          | 87     |
| 3  | Tiago Machado        | RadioShack-Nissan      | 72     |
| 4  | Michael Rogers       | Sky Procycling         | 61     |
| 5  | Jan Bakelants        | RadioShack-Nissan      | 40     |
| 6  | Edvald Boasson Hagen | Sky Procycling         | 34     |
| 7  | Javier Moreno        | Movistar Team          | 20     |
| 8  | André Greipel        | Lotto Belisol Team     | 18     |
| 9  | Michael Matthews     | Rabobank Cycling Team  | 15     |
| 10 | Yauheni Hutarovich   | FDJ-Big Mat            | 7      |

| 11 | Óscar Freire           | Katusha Team           | 6 |
| 11 | Alessandro Petacchi    | Lampre-ISD             | 6 |
| 13 | Mark Renshaw           | Rabobank Cycling Team  | 5 |
| 14 | Gerald Ciolek          | Omega Pharma-QuickStep | 4 |
| 14 | Eduard Vorganov        | Katusha Team           | 4 |
| 16 | Daniele Bennati        | RadioShack-Nissan      | 3 |
| 17 | José Joaquín Vermelhas | Movistar Team          | 1 |
| 17 | Robbie McEwen          | GreenEDGE Cycling Team | 1 |
| 17 | Fabio Sabatini         | Liquigas-Cannondale    | 1 |